# Spiegelsberge 4 (Halberstadt)

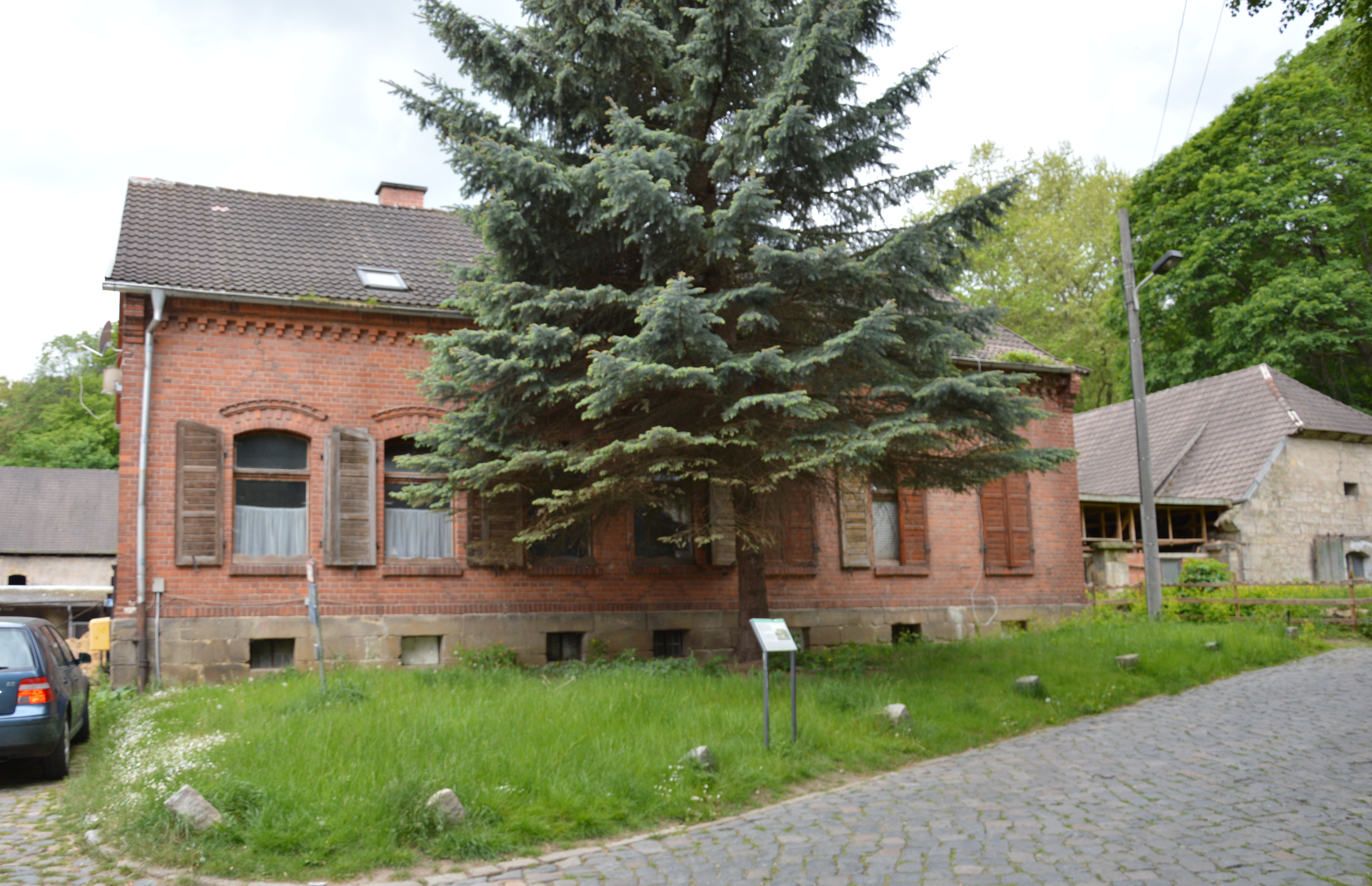
Verwalterhaus

Spiegelsberge 4 ist ein denkmalgeschützter Hof in Halberstadt in Sachsen-Anhalt.
Der Hof liegt südlich von Halberstadt in den Spiegelsbergen. Westlich des Hofs liegt der Tiergarten Halberstadt.

## Architektur und Geschichte
Der große Vierseitenhof diente als Wirtschaftshof des Guts Spiegelsberge, dessen Gutshaus nur wenige Meter weiter nördlich liegt. An der Nordseite des Hofs, zur Straße hin, befindet sich das in der zweiten Hälfte des 19. Jahrhunderts als Backsteinbau errichtete Verwalterhaus. Der Hof wird von großen Scheunen und Ställen und ihrer markanten Dachlandschaft geprägt.
Im Denkmalverzeichnis der Stadt Halberstadt ist der Gutshof unter der Erfassungsnummer 094 02953 als Baudenkmal eingetragen.